# System Trachtenberga
System Trachtenberga – metoda szybkiego liczenia w pamięci iloczynów, wymyślona przez żydowskiego matematyka Jakowa Trachtenberga w czasie, gdy przebywał on w niemieckim obozie koncentracyjnym.